# Greektown Casino-Hotel
El Greektown Casino-Hotel es un edificio sitiado en Detroit, Míchigan. es uno de los tres hoteles con casino en la ciudad; un cuarto está en Windsor, Ontario, en Canadá, en el otro extremo del túnel que conecta las dos ciudades. Cuando este casino se inauguró en 2000 en el distrito histórico de Greektown, el conocido a nivel federal Chippewa de Sault Sainte Marie de los indios chippewa tenía un interés mayoritario. Era el único casino de juegos de Detroit controlado por una tribu de nativos americanos.
En 2008, durante la Gran Recesión, la tribu se declaró en quiebra para el casino y vendió su participación en la propiedad. Desde 2019, la propiedad es propiedad de Vici Properties y es operada por Penn National Gaming. Detroit es una de las ciudades y regiones metropolitanas más grandes de Estados Unidos que ofrece hoteles con casino.

## Historia y desarrollo

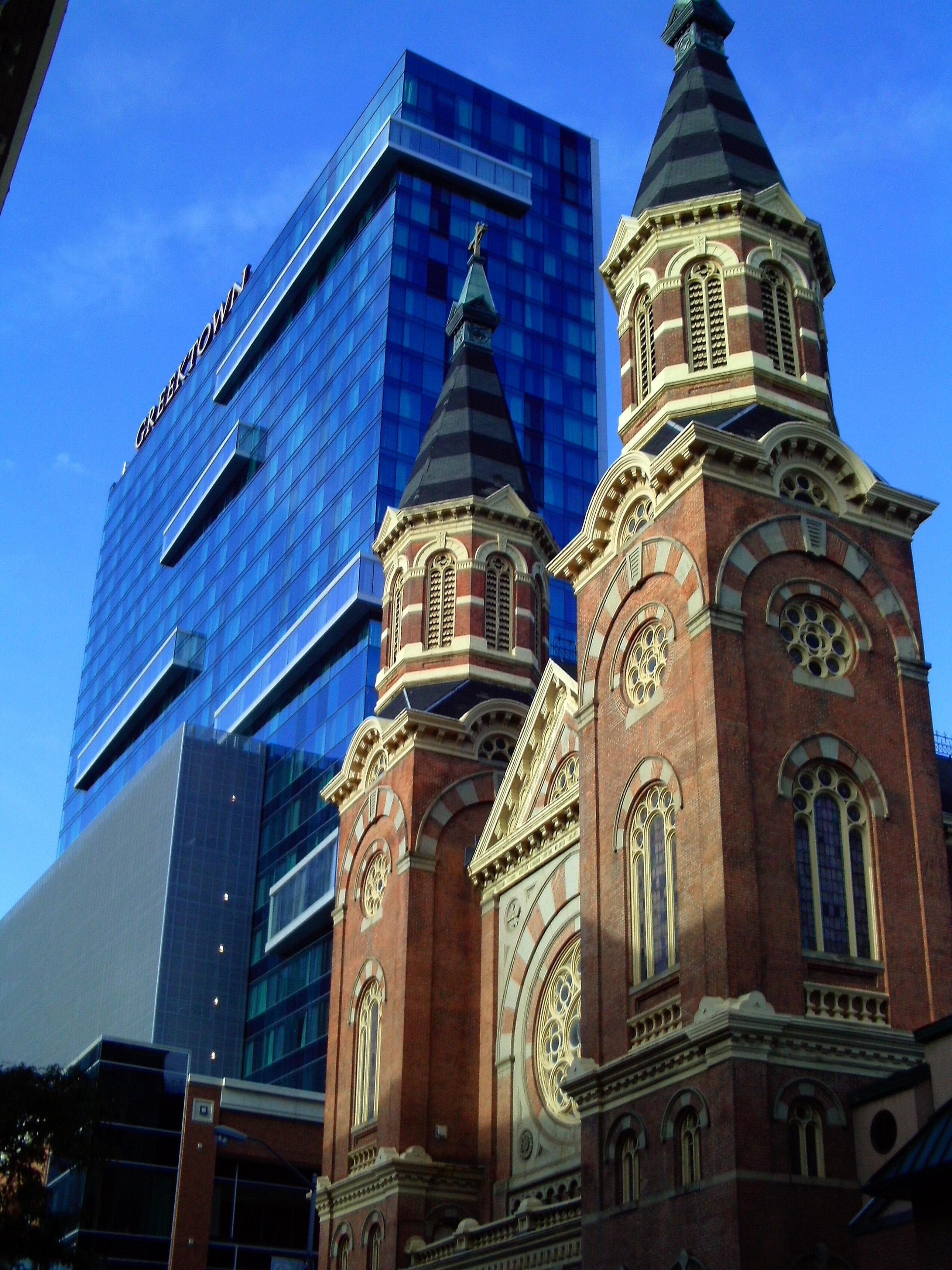
El edificio del casino junto a la Iglesia de Santa María.

En 1996, la legislatura de Míchigan autorizó la construcción de tres casinos de juego en Detroit; estaban destinados a ayudar a generar ingresos para la ciudad y el estado. El reconocido federalmente Sault Ste. Marie Tribe of Chippewa Indians adquirió una participación mayoritaria en el Greektown, el tercero de ellos en abrir. Steelman Partners fueron los arquitectos y diseñadores de interiores del proyecto original.
En junio de 2006, comenzó la preparación del sitio para un nuevo hotel relacionado con el casino. Se demolió un estacionamiento de propiedad de la ciudad para dar paso a la remodelación. La construcción comenzó en octubre de 2006 y terminó en 2009.
La torre del hotel se eleva a 105 m. Con 30 pisos. Se inauguró el 15 de noviembre de 2007 e incluyó un nuevo estacionamiento gratuito de 13 pisos y 3.500 espacios en Monroe y St. Antoine. En noviembre de 2008, se completaron 2300 m² de espacio adicional para juegos y se abrieron sobre Lafayette. El espacio total de juego comprendía 9.300 m². En noviembre de 2009, se abrieron 2.300 m² de espacio para convenciones con una sala de póquer de nuevo diseño.

### Cambios en propiedad
El reconocido federalmente Chippewa de Sault Sainte Marie tenía una participación mayoritaria en el Greektown cuando abrió. En la Gran Recesión de 2008 solicitaron la protección por bancarrota del Capítulo 11. Estaban dentro de los plazos establecidos por el estado para mejorar su situación financiera, pero necesitaban invertir dinero adicional en el complejo. Greektown Superholdings, Inc. y Greektown Newco Sub Inc., dos grupos de inversores, adquirieron el hotel casino después de la declaración de quiebra.
En enero de 2013, Rock Gaming, propiedad de Dan Gilbert, acordó comprar una participación mayoritaria en el Greektown Casino. (Gilbert es el fundador de Quicken Loans). Esto era parte del plan de inversión de Gilbert para ayudar a revitalizar el centro de Detroit.
En febrero de 2016, Rock Gaming (que había cambiado de nombre a Jack Entertainment) anunció que cambiaría el nombre del casino a "Jack Detroit Casino-Hotel Greektown". Pero los planes para el cambio de nombre se cancelaron en marzo de 2018, después de que Gilbert accediera a vender el casino por 1.000 millones de dólares.
En mayo de 2019, Vici Properties y Penn National Gaming compraron conjuntamente Greektown de Jack Entertainment. Vici pagó 700 millones de dólares por los activos inmobiliarios, mientras que Penn National pagó 300 millones por el negocio operativo. Arrendó la propiedad a Vici por 56 millones anuales.